# 歌川模型
歌川模型（うたがわもけい）は東京都武蔵野市吉祥寺にあった鉄道模型店。
以前は吉祥寺駅北口にあるハーモニカ横丁に店舗を構えていたが、2004年に先代店主が死去したため閉店し、後に井の頭通りから北へ入った場所（店主宅を改装）に移転し営業を再開していた。2018年頃に閉店した。
単なる模型の販売だけでなく、独自の製品を供給していた。Uカッター、Uレース等、愛好家の模型製作に役立つ道具を供給していた。また、鉄道模型社の流れを汲む真鍮エッチング板や電関も販売していた。

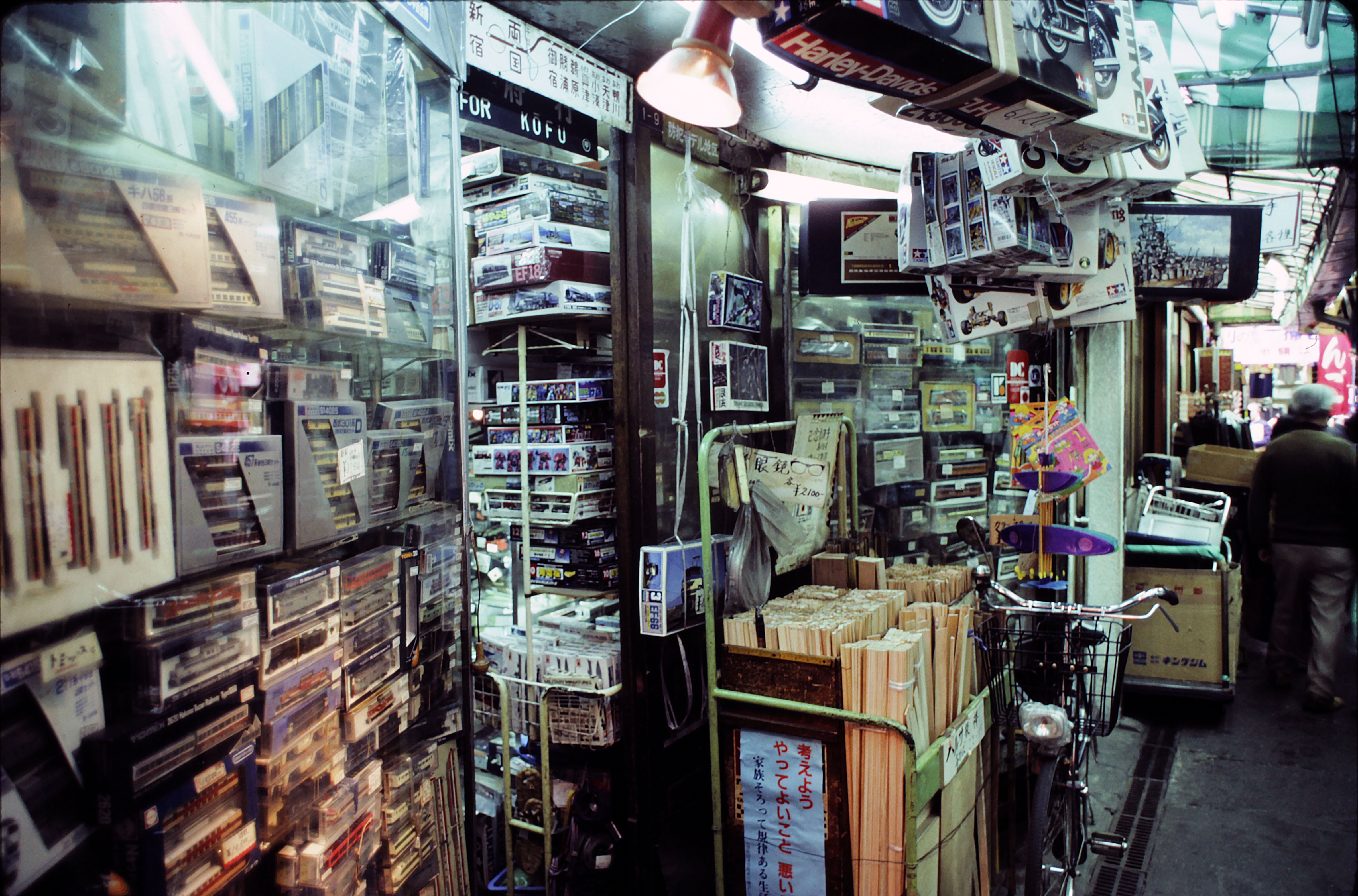
歌川模型店　1987年4月撮影

## 製品
特記以外は16番ゲージ用
- 国鉄ワム50000 - 側板が木製で軸バネは真鍮板を重ねていた。
- 国鉄101系電車 ナハネ20 - 真鍮エッチング製ボディー
- 国鉄ED19形電気機関車 国鉄EF51形電気機関車
- 型紙 - 厚紙に車体を印刷したモノでUカッターで切り抜く。16番だけでなく、Nゲージも有った。
- Uカッター - ペーパー車体窓抜き用のカッター、刃先が窓寸法により交換出来る。
- Uギヤー - 軸離可変式のインサイドギアー
- Uレバー - 手動ポイント用切り替え器
- サイリスターU サイリスタコントローラー
- Uジョイナー
- ピンバイスU - 縦型モーターの先にチャックを装着したもの
- トロッコQちゃん - ゲージ9mmの2軸動力装置

## アクセス
- JR中央本線、京王電鉄井の頭線の吉祥寺駅より徒歩